# Het roedel
Het roedel is het achtste deel van de stripreeks Lotusbloem van de Belgische striptekenaar Franz Drappier. Het album verscheen met een zachte kaft en een harde kaft in 2002 bij uitgeverij Arboris.  Er zijn geen herdrukken van dit album verschenen. 

## Verhaal
Het roedel is in zekere zin het vervolg op De lynxenhoedster dat daarmee een tweeluik vormt. Als Timok en Yu Lien de vesting van de Lynxenhoedster binnen gaan om Yu Liens dochter te bevrijden, blijkt de vader van Timok ook nog in leven te zijn. De Lynxenhoedster heeft hem als een soort mascotte gevangen gehouden.